# 庄佳杰
庄佳杰（1993年9月5日—），是一名中国足球运动员，现效力中国足球超级联赛球队杭州绿城，司职中场。

## 俱乐部生涯
庄佳杰5岁开始接触足球，之后深圳盐田体校接受足球训练，2006年加入浙江绿城青训体系，2011年随杭州绿城梯队组建浙江全运队以温州葆隆的名义参加2011年中国足球乙级联赛。他在中乙联赛中出场7次，并在6月25日客场1比3不敌湖北康天的比赛中射入在中国联赛的首个进球。 2011年5月，他曾经作为“匹克青少年足球计划”的首批出国试训队员，赴美国职业足球大联盟球队FC达拉斯试训，并得到FC达拉斯教练的赏识。8月17日，他租借到加盟FC达拉斯一年，代表球队的青年队和预备队出战。 2012年7月，庄佳杰回归杭州绿城，并被主教练冈田武史列入杭州绿城征战2012年中国足球超级联赛的预备队名单。 2013年，他进入杭州绿城的一线队名单，但在2013赛季并没有得到出场机会。2014年5月18日，他在杭州绿城主场1比4不敌广州恒大的比赛出场，首次在中超联赛亮相。

## 国家队生涯
2010年3月，庄佳杰首次入选中国国少队。 同年12月入选由宿茂臻挂帅的中国国青队集训名单。 2011年，庄佳杰先后跟随国青队参加俄罗斯格兰纳钦青年足球邀请赛和潍坊杯等足球邀请赛，并入选国青队参加当年10月底至11月初进行的2012年亞足聯U19青年錦標賽資格賽名单。他在资格赛中出场3次，并在第二场射进1球，帮助中国U19最终11比0击败新加坡U19国家队。